# 에레보스
에레보스(그리스어: Ἔρεβος, 영어: Erebus)는 그리스 신화에서 태초부터 있었던 신들 중의 하나이다. 그리스어 Ἔρεβος의 뜻은 ‘어둠’ 또는 ‘암흑’이며 어둠이나 암흑을 의인화한 남신이다.
헤시오도스의 《신통기》에 따르면, 에레보스는 카오스에서 태어난 아들 혹은 카오스와 만물의 여신인 가이아의 아들이라고도 하고 가이아가 혼자서 낳은 신들 중에 포함되어 있다고도 한다. 밤을 의미하는 여신 닉스와 교합하여 ‘낮’을 뜻하는 헤메라와 ‘높고 밝은 하늘’ 또는 ‘대기’을 뜻하는 아이테르를 낳았다고 한다. 게라스도 두 신의 아들이라고도 전한다. 
고대 그리스의 극작가 아리스토파네스는 사랑의 신 에로스를 에레보스와 닉스 사이에서 태어난 아들로 묘사하기도 하였다. 그밖에 저승의 강 스틱스에서 죽은 자들을 태워 저승으로 데려가는 뱃사공 카론도 닉스와의 사이에서 태어난 아들이라고 한다. 
후대의 여러 전승에서 에레보스는 하데스의 "지하세계"의 일부로 묘사된다. 하데스가 자신이 관장하는 저승을 두 부분으로 나누어 죽은 자들이 처음 도착하여 잠시 지나가는 곳은 에레보스, 티탄 등을 감금한 더 깊은 곳의 지옥은 타르타로스라 불렀다고도 한다.

## 같이 보기
- 아케론 강
- 코퀴토스 강
- 플레게톤 강
- 스틱스 강
- 레테 강
- 타나토스